# Провулок Петра Болбочана (Житомир)
Провулок Петра Болбочана — провулок в Богунському районі міста Житомир. Названий на честь українського військового та національного діяча, полковника Армії УНР Петра Болбочана, учасника визволення Житомира.

## Розташування
Бере початок від вулиці Святого Йоана Павла ІІ і прямує на південний схід. Довжина провулку — 250 метрів.

## Історія
До 19 лютого 2016 року називався 1-й провулок Островського. Відповідно до розпорядження Житомирського міського голови від 19 лютого 2016 року № 112 «Про перейменування топонімічних об'єктів та демонтаж пам'ятних знаків у м. Житомирі», перейменований на провулок Петра Болбочана.